# L'elisir d'amore (1946)
L'Elisir d'Amore é a filmagem da ópera homônima, feita em 1946, uma das principais do compositor Gaetano Donizetti.

## Elenco
- Nelly Corradi - Adina
- Gino Sinimberghi - Nemorino
- Tito Gobbi - Belcore
- Italo Tajo - Dulcamara
- Loretta Di Lelio - Giannetta
- Fiorella Carmen Forti - amiga de Adina
- Flavia Grande - amiga de Adina
- Gina Lollobrigida - amiga de Adina
- Silvana Mangano - amiga de Adina

## Enredo
Nemorino, está apaixonado por Adina, mas tem a certeza que ela ama Belcore. Dulcamara convence-o a comprar uma poção mágica do amor, mas vende-lhe apenas vinho
Adina concorda casar-se com Belcore, para provocar Nemorino que a ignora. Nemorino, ingressa na vida militar, para ganhar mais dinheiro, para comprar mais poção mágica. Nemorino não sabe que herdou uma grande fortuna, mas toda a aldeia sabe. A raparigas da aldeia perseguem-no, convencendo-o da fiabilidade da poção mágica. Adina, desfaz o acordo, com Belcore, e confessa-lhe o seu amor.L'Elisir d'Amore